# BAT F.K.23 Bantam

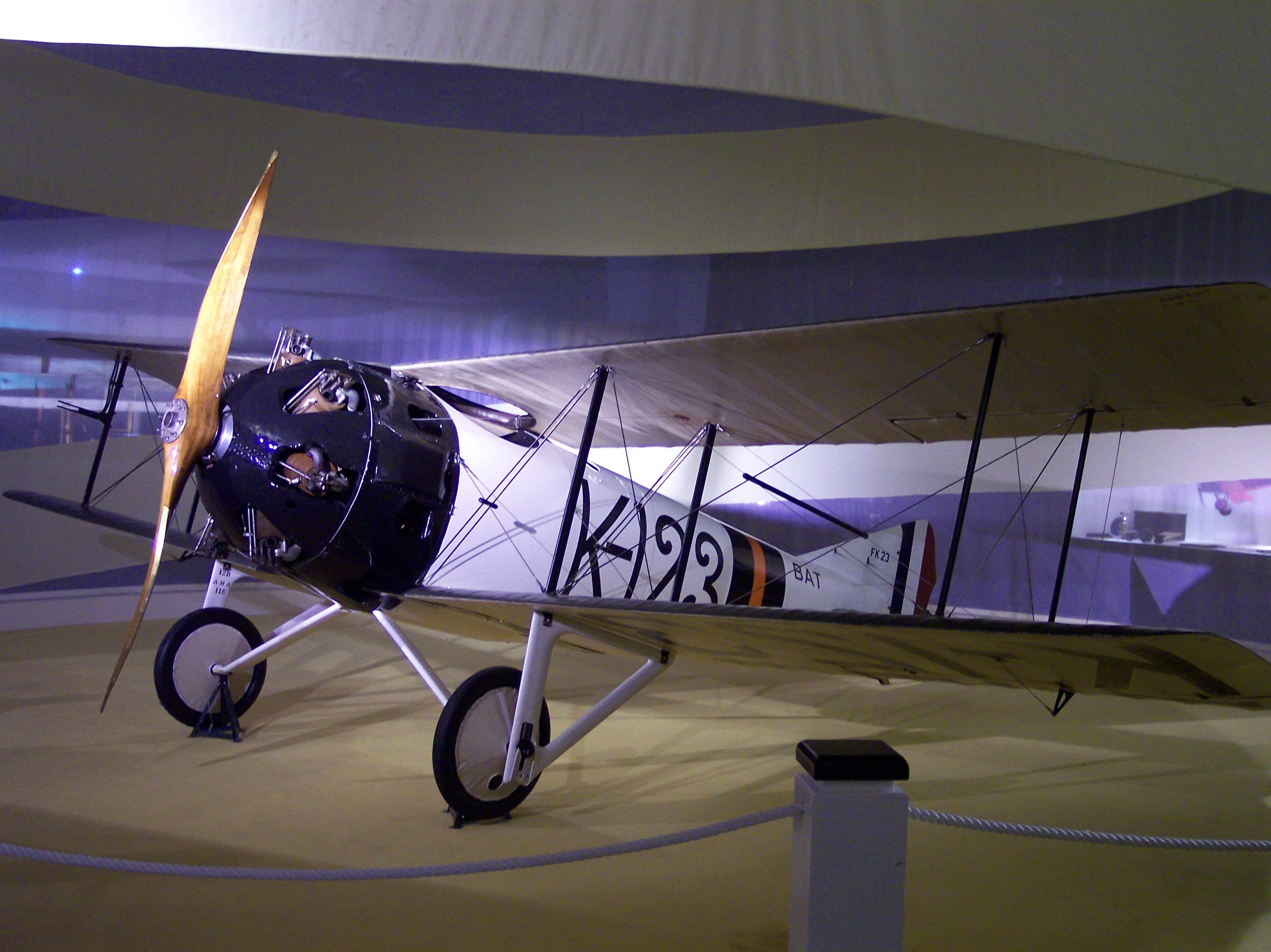
F.K.23 Bantam

De F.K.23 Bantam was een Brits eenpersoons jachtvliegtuig dat werd geproduceerd door de British Aerial Transport Company (BAT) gedurende de Eerste Wereldoorlog. De dubbeldekker was een ontwerp van de Nederlandse vliegtuigontwerper Frits Koolhoven. De typeaanduiding Bantam verwijst naar een Javaanse vechthaan. De eerste vlucht was in 1918. Er zijn totaal 15 exemplaren geproduceerd.

## Ontwerp en historie
Frits Koolhovens eerste ontwerp in dienst van de Britse vliegtuigbouwer BAT was het eenpersoons F.K.22 jachtvliegtuig. Zijn opvolger, de iets grotere F.K.23, was een snelle dubbeldekker met een houten constructie en metalen neus. De romp (exclusief de neus) bestond uit een semi-monocoque schaalconstructie van gelaagd hout met binnenin een aantal versterkingen. De houten vleugelribben waren bespannen met doek. Tussen de vleugelstaanders liepen spandraden ter versteviging. De F.K.23 topsnelheid van 222 km/h was voor die tijd erg hoog. Het initiële contract met de Royal Air Force (RAF) was voor zes stuks. Het eerste prototype vloog voor het eerst in januari 1918. Door problemen met de bestuurbaarheid tijdens een tolvlucht én de in eerste instantie toegepaste rotatiemotor trad er vertraging op in de levering. Door de beëindiging in 1918 van de Eerste Wereldoorlog kwam de F.K.23 te laat voor de strijd. De RAF verloor zijn belangstelling en er kwamen geen vervolgorders.
Er zijn uiteindelijk 15 Bantams gebouwd, waarvan er nog een aantal zijn ingezet als wedstrijdvliegtuig in snelheidsraces. Op de E.L.T.A luchtvaartshow in 1919 te Amsterdam werd de Bantam ingezet als BAT demonstratietoestel. In het Rijksmuseum Amsterdam staat een originele F.K.23 (zonder bewapening) met de Engelse registratie K-123 permanent tentoongesteld.

## Specificaties
- Type: F.K.23 Bantam
- Ontwerper: Frits Koolhoven
- Bemanning: 1
- Lengte: 5,61 m
- Spanwijdte: 7,62 m
- Hoogte: 2,06 m
- Leeggewicht: 376 kg
- Maximum gewicht: 605 kg
- Brandstofcapaciteit: 100 l

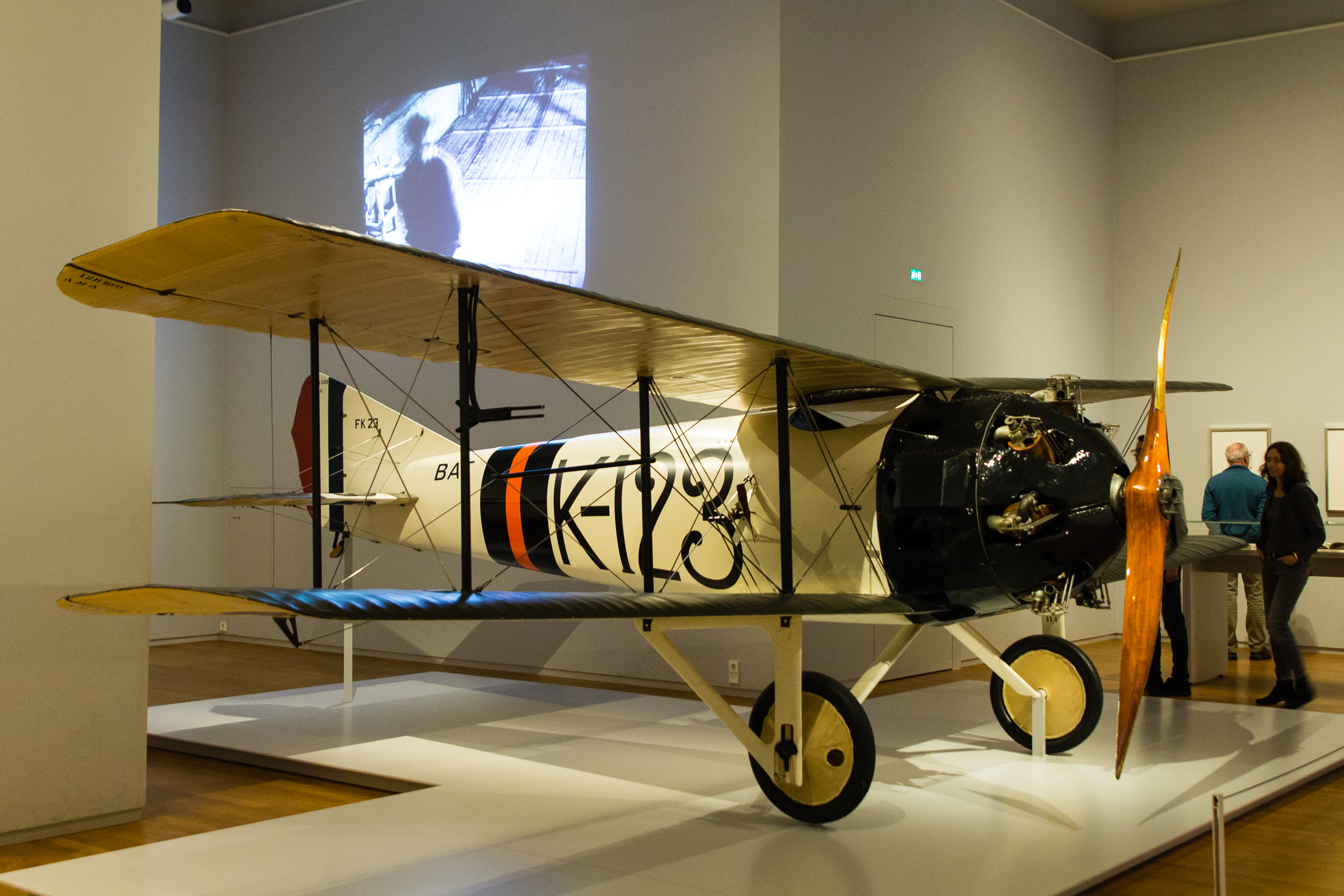
K-123 in het Rijksmuseum te Amsterdam

- Motor: ABC Wasp II zevencilinder stermotor, 200 pk
- Propeller: Tweeblads
- Bewapening: 2 × Vickers gesynchroniseerd 7,7 mm machinegeweer
- Eerste vlucht: 1918
- Aantal gebouwd: 15

Prestaties:
- Maximumsnelheid: 222 km/h
- Klimsnelheid: 8 m/s
- Landingssnelheid: 80 km/h
- Plafond: 6.100 m